# Jernbanenævnet
Jernbanenævnet blev etableret den 1. juli 2010 som et uafhængigt nævn og erstattede Jernbaneklagenævnet. Jernbanenævnet overvåger konkurrencesituationen på markedet for jernbanetransportydelser og varetager tilsyns- og klagefunktioner på jernbaneområdet i relation til tildeling af infrastruktur, opkrævning af afgifter samt passagerrettigheder. 
Jernbanenævnets medlemmer og suppleanter udpeges af erhvervsministeren efter indstilling fra Danmarks Tekniske Universitet, Aarhus Universitet, Københavns Universitet, Copenhagen Business School, Syddansk Universitet, Konkurrence- og Forbrugerstyrelsen. Jernbanenævnet er organisatorisk uafhængigt af transportministeren og er ikke underlagt ministerens instruktion men alene nævnsformandens. Af praktiske årsager har Jernbanenævnets sekretariat til huse i Trafikstyrelsens bygninger.
Jernbanenævnet består af en formand, seks øvrige medlemmer samt et antal suppleanter. Jernbanenævnets medlemmer beskikkes for en periode på 4 år. 